# 枇杷島車站
枇杷島車站（日语：／ Biwajima eki */?）是一由東海旅客鐵道（JR東海）與子公司東海交通事業所共同經營的鐵路車站，位於日本愛知縣清須市枇杷島町旭丁目，是東海道本線與東海交通事業所經營的城北線之交會車站，也是城北線的終點站。在業務上枇杷島車站是由JR東海委託給子公司東海交通事業代為經營的業務委託車站，並由名古屋車站負責管理，設有綠窗口。
枇杷島車站在1886年初設時，原名清洲，位置也與目前的站址不同。1906年時遷移現址並改站名為枇杷島，而「清洲」的站名則一直到1934年之後，才由隔鄰新設的車站承接。
至於東海交通事業所經營的城北線方面，由於是與貨物列車專用的稻澤線共用枇杷島車站附近的路線，因此得根據貨物列車的運行狀況隨時調整發車月台。本站也是城北線沿線所有的車站之中，唯一派駐有站員的有人車站。

## 車站結構
島式月台2面4線的地面車站。此站是兩間公司的共構站，共用閘機。

### 月台配置
| 月台 | 路線       | 方向 | 目的地           |
| ---- | ---------- | ---- | ---------------- |
| 1、2 | 〓城北線   | -    | 勝川方向         |
| 3    | 東海道本線 | 下行 | 岐阜、大垣方向   |
| 4    | 東海道本線 | 上行 | 名古屋、岡崎方向 |

## 使用情況
根據「名古屋市統計年鑑」，此站一日平均上車人次如下表。
| 年度   | 一日平均 上車人次 |
| ------ | ----------------- |
| 1994年 | 1,875             |
| 1995年 | 3,030             |
| 1996年 | 3,593             |
| 1997年 | 3,077             |
| 1998年 | 3,105             |
| 1999年 | 3,040             |
| 2000年 | 3,052             |
| 2001年 | 3,041             |
| 2002年 | 3,022             |
| 2003年 | 3,053             |
| 2004年 | 3,093             |
| 2005年 | 3,159             |
| 2006年 | 3,318             |
| 2007年 | 3,415             |
| 2008年 | 3,479             |
| 2009年 | 3,354             |
| 2010年 | 3,343             |
| 2011年 | 3,289             |
| 2012年 | 3,245             |
| 2013年 | 3,103             |
| 2014年 | 3,107             |
| 2015年 | 3,276             |
| 2016年 | 3,398             |
| 2017年 | 3,504             |
| 2018年 | 3,643             |

## 相鄰車站
東海旅客鐵道
 東海道本線
■特別快速、■新快速、■快速、■區間快速
通過
■普通
名古屋（CA68）－枇杷島（CA69）－（五條川信號場）－清洲（CA70）
東海交通事業
城北線
尾張星之宮－枇杷島

### 來源
1. ↑  各駅（きっぷうりば）の営業時間 （页面存档备份，存于） - JR東海（2014年2月26日閲覧） ※「五十音／ひ」にて枇杷島駅の項目を参照。
2. 1 2  駅構内の案内表記に準拠。これらはJR東海公式サイトの各駅の時刻表 （页面存档备份，存于）で参照可能（駅掲示用時刻表のPDFが使われているため。2015年1月現在）。
3. ↑  平成8年版名古屋市統計年鑑 11.運輸・通信 11-5.JR東海各駅の乗車人員 （页面存档备份，存于） 総数を16日で除した人数。
4. 1 2 3 4 5  平成12年版名古屋市統計年鑑 11.運輸・通信 11-5.JR東海各駅の乗車人員 （页面存档备份，存于） 総数を365および366で除した人数。
5. 1 2 3 4 5  平成17年版名古屋市統計年鑑 11.運輸・通信 11-7.JR東海各駅の乗車人員 （页面存档备份，存于） 総数を365および366で除した人数。
6. 1 2 3 4 5  平成22年版名古屋市統計年鑑 11.運輸・通信 11-7.JR東海各駅の乗車人員 （页面存档备份，存于） 総数を365および366で除した人数。
7. ↑  平成23年版名古屋市統計年鑑 11.運輸・通信 11-7.JR東海各駅の乗車人員 （页面存档备份，存于） 総数を365で除した人数。
8. ↑  平成24年版名古屋市統計年鑑 11.運輸・通信 11-7.JR東海各駅の乗車人員 （页面存档备份，存于） 総数を366で除した人数。
9. ↑  平成25年版名古屋市統計年鑑 11.運輸・通信 11-7.JR東海各駅の乗車人員 （页面存档备份，存于） 総数を365で除した人数。
10. ↑  平成26年版名古屋市統計年鑑 11.運輸・通信 11-7.JR東海各駅の乗車人員 （页面存档备份，存于） 総数を365で除した人数。
11. ↑  平成27年版名古屋市統計年鑑 11.運輸・通信 11-7.JR東海各駅の乗車人員 （页面存档备份，存于） 総数を365で除した人数。
12. ↑  平成28年版名古屋市統計年鑑 11.運輸・通信 11-7.JR東海各駅の乗車人員 （页面存档备份，存于） 総数を366で除した人数。
13. ↑  平成29年版名古屋市統計年鑑 11.運輸・通信 11-7.JR東海各駅の乗車人員 （页面存档备份，存于） 総数を365で除した人数。
14. ↑  平成30年版名古屋市統計年鑑 11.運輸・通信 11-7.JR東海各駅の乗車人員 （页面存档备份，存于） 総数を365で除した人数。
15. ↑  令和元年版名古屋市統計年鑑 11.運輸・通信 11-7.JR東海各駅の乗車人員 （页面存档备份，存于） 総数を365で除した人数。

## 外部連結
- 枇杷島 - 東海旅客鐵道